# Związek Felibrów

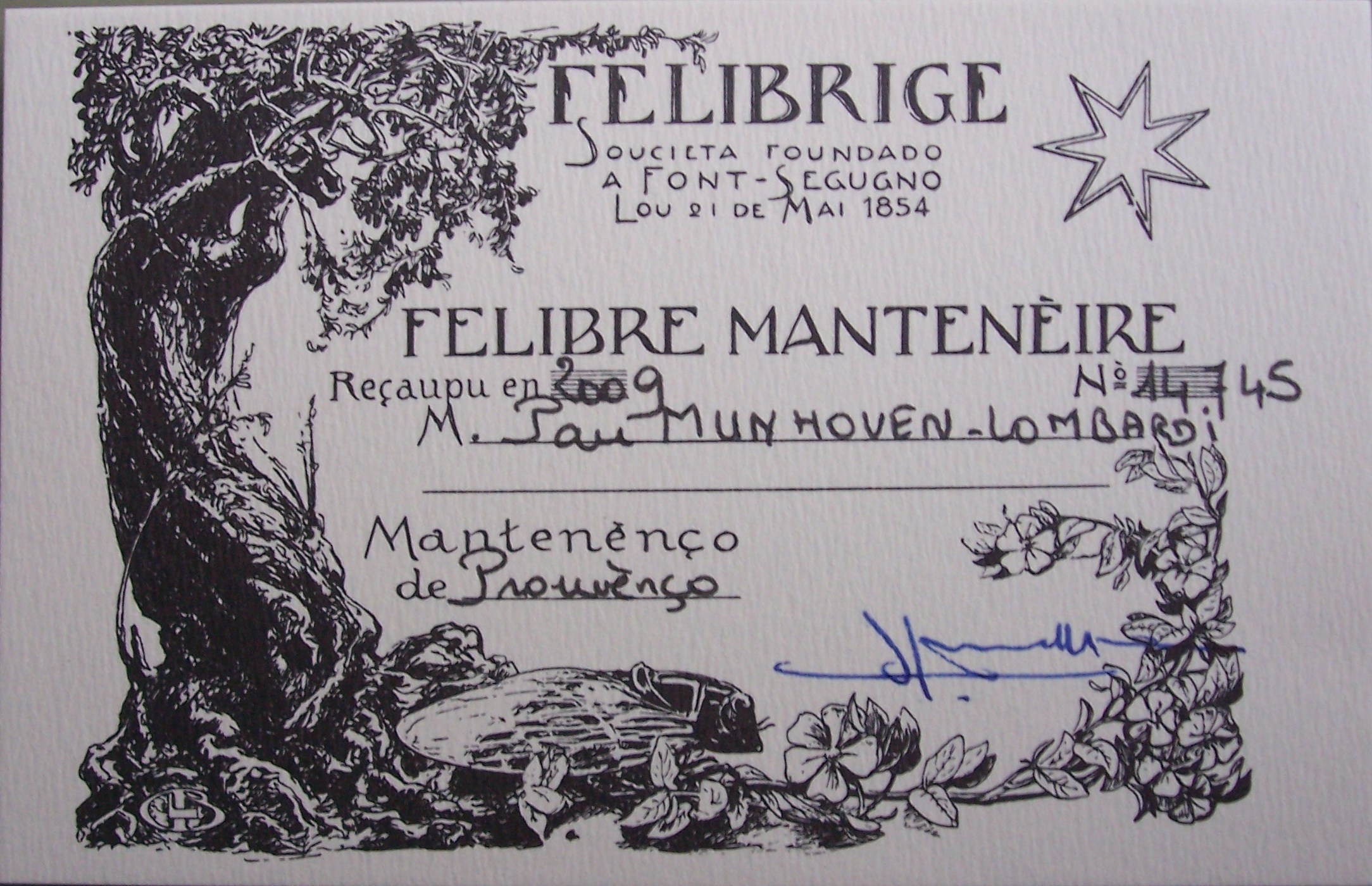
Karta członkowska felibra

Związek Felibrów, także Felibridz, Felibriż (prowans. lou Felibrige według zapisu Mistrala lub lo Felibritge według zapisu klasycznego; fr. le Félibrige) – stowarzyszenie powołane prawomocnie 1 lipca 1901 roku, mające na celu ochronę i wspieranie tożsamości kulturowej regionów, w których mówi się językiem oksytańskim. Siedzibą stowarzyszenia jest Muzeum Arlezyjskie w Arles.

## Początki Związku

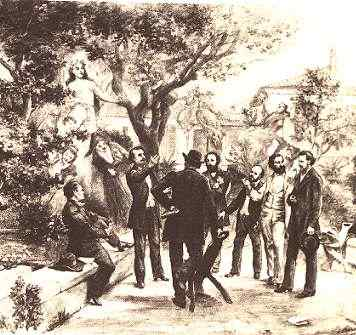
Spotkanie felibrów, 1854

Nieoficjalnie Związek Felibrów został utworzony podczas spotkania prowansalskich poetów w dworku Font-Ségugne, 21 maja 1854 roku. W grupie założycielskiej znaleźli się: Frédéric Mistral, Joseph Roumanille, Théodore Aubanel, Jean Brunet, Paul Giéra, Anselme Mathieu i Alphonse Tavan. Wspólnie postanowili odnowić rodzimy dialekt i ujednolicić zasady prowansalskiej ortografii. Największymi sukcesami felibrów było regularne wydawanie regionalnego pisma „Armana Prouvençau” oraz publikacja dzieł Mistrala: poematu Mirejo i obszernego słownika prowansalsko-francuskiego Skarbiec felibryzmu, uwzględniającego także inne dialekty Południa. 
Początkowo działania felibrów ograniczały się tylko do dialektu prowansalskiego, ale już pod koniec XIX wieku Związek otoczył opieką pozostałe dialekty Południa: gaskoński, langwedocki, limuzyński, owerniacki i vivaroalpejski (prowansalski alpejski). Dużą rolę w rozwijaniu miejscowych dialektów odegrali wybitni pisarze związani z poszczególnymi krainami geograficznymi: Michel Camélat i Simin Palay (Gaskonia, Béarn), Albert Arnavielle i Justin Bessou (Langwedocja), Arsène Vermenouze (Owernia), Joseph Roux i Paul Louis Grenier (Limousin). Związek Felibrów najaktywniej działał w Prowansji, gdzie przyłączyli się do niego między innymi Félix Gras, Xavier de Fourvière, Auguste Marin, Joseph d'Arbaud, Marie Mauron, André Chamson, Marcelle Drutel i Charles Galtier. Obecnie stowarzyszenie obejmuje swoim zasięgiem 32 francuskie departamenty, w których mówi się językiem oksytańskim.

## Struktura Związku
W pierwszym statucie z roku 1862 zaznaczono, że do Związku może należeć tylko ograniczona liczba felibrów rozdzielonych między 7 sekcji. Od roku 1876 organizacja składa się z dowolnej liczby członków rzeczywistych (felibrów czynnych) oraz z 50 felibrów majoralów (felibrów starszych), którzy piastują tę funkcję dożywotnio i wspólnie tworzą konsystorz stojący na straży głównych idei Związku. Obecnie Związek składa się z sześciu sekcji: Akwitania, Owernia, Gaskonia-Górna Langwedocja, Langwedocja-Katalonia, Limousin i Prowansja. Na czele organizacji stoi przewodniczący (naczelnik) wyłaniany z grona majoralów.  Pierwszym przewodniczącym, w latach 1876-1888, był Frédéric Mistral, po nim  wybrano Josepha Roumanille'a. Przewodniczącego w pełnieniu obowiązków wspierają sekretarz, skarbnik i asesorzy. 
Zjazd felibrów (Santo-Estello) odbywa się co roku w innym mieście Oksytanii, a uroczyste otwarcie wypada na ogół w dniu świętej Estelli (11 maja). Spotkaniom felibrów towarzyszą konferencje tematyczne, festyny, koncerty i przedstawienia teatralne. Co siedem lat Związek urządza poetyckie Zawody Kwietne (Grand Jo flourau setenàri), których zwycięzca otrzymuje tytuł Mistrza Wiedzy Radosnej (Mèstre en Gai-Sabé ). Związek prowadzi także różnorodną działalność kulturalną i naukową, za priorytet uważając wspieranie języka oksytańskiego.

## Etymologia i ortografia
Pochodzenie pojęcia ‘felibr’ nie zostało jednoznacznie wyjaśnione. Wywodzono je często od prowansalskiego słowa libre, które jest zarazem rzeczownikiem pospolitym (‘książka’) i przymiotnikiem (‘wolny’). Najprawdopodobniej jednak słowo to weszło do użycia na skutek językowego lapsusu. W staroprowansalskiej pieśni o świętym Anzelmie i siedmiu boleściach Matki Bożej jest mowa o Jezusie, który dyskutuje w świątyni emé li tiroun de la lèi, emé li sét felibre de la lèi – «ze znawcami Prawa, z siedmioma felibrami Prawa». Emé li sét felibre to w rzeczywistości emé li sefer, libre – «pośród zwojów, ksiąg» (sefers po hebrajsku ‘zwój’). Ponieważ tę pieśń przekazywano ustnie, a słowo sefer nie było powszechnie znane, dokonano błędnej kontaminacji, której następnie przydano erudycyjne znaczenie. 
Związek Felibrów uwzględnia fakt, że na terenie Oksytanii obowiązują dwa systemy ortograficzne: zapis Mistrala (nowoczesny) i zapis Aliberta (oksytański, klasyczny). Mimo to już od roku 1854 wszystkie dokumenty tej organizacji są sporządzane zgodnie z normą Mistrala, a Związek uważa się za moralnego depozytariusza jej zasad. Zapis ten jest powszechnie stosowany w Prowansji i Langwedocji. Pozostałe sekcje opowiedziały się za zapisem Aliberta.